# Промисел
Промисел — це:

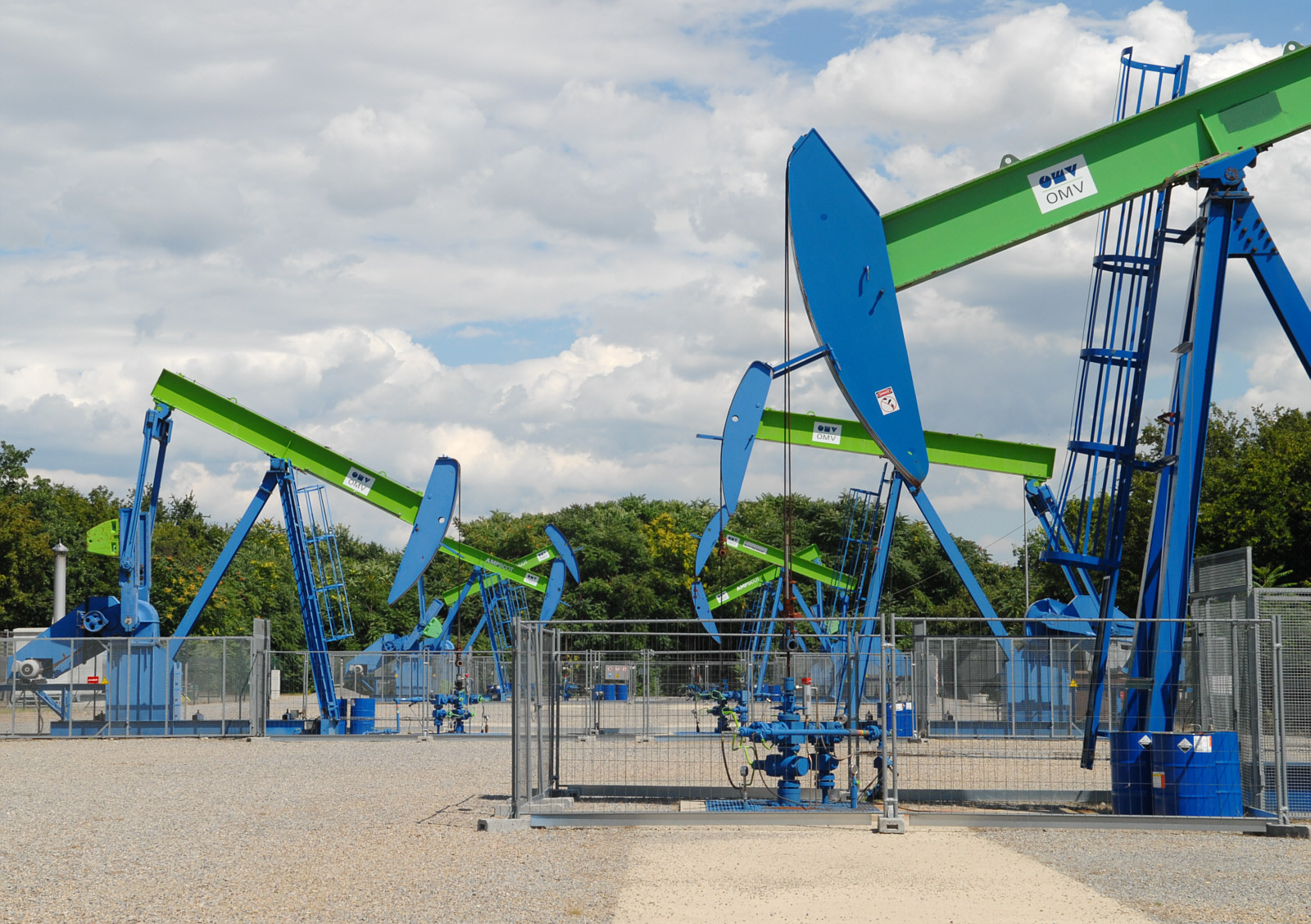
Нафтовий промисел

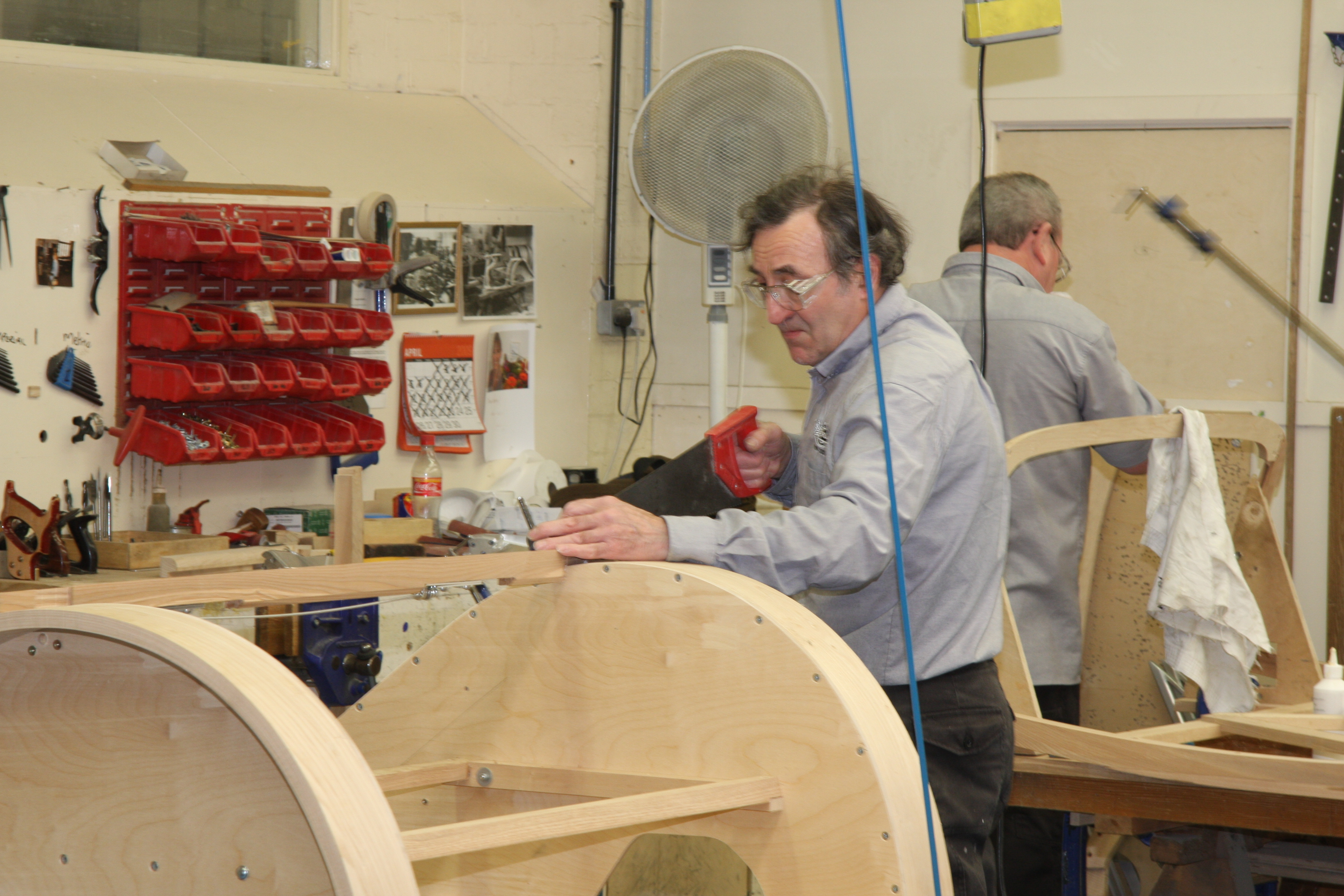
Деревообробка.

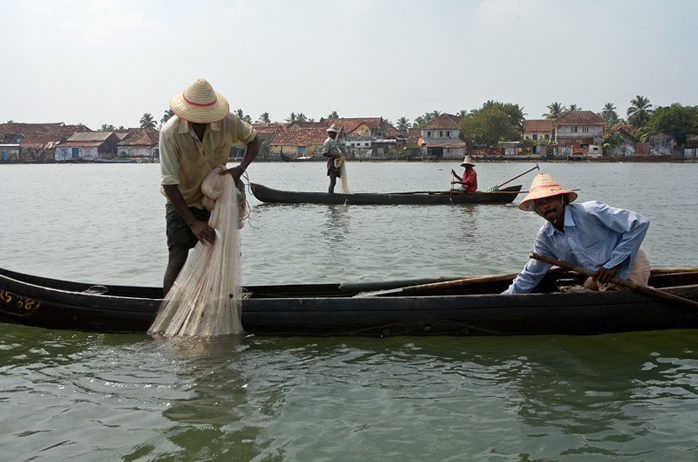
Рибальство

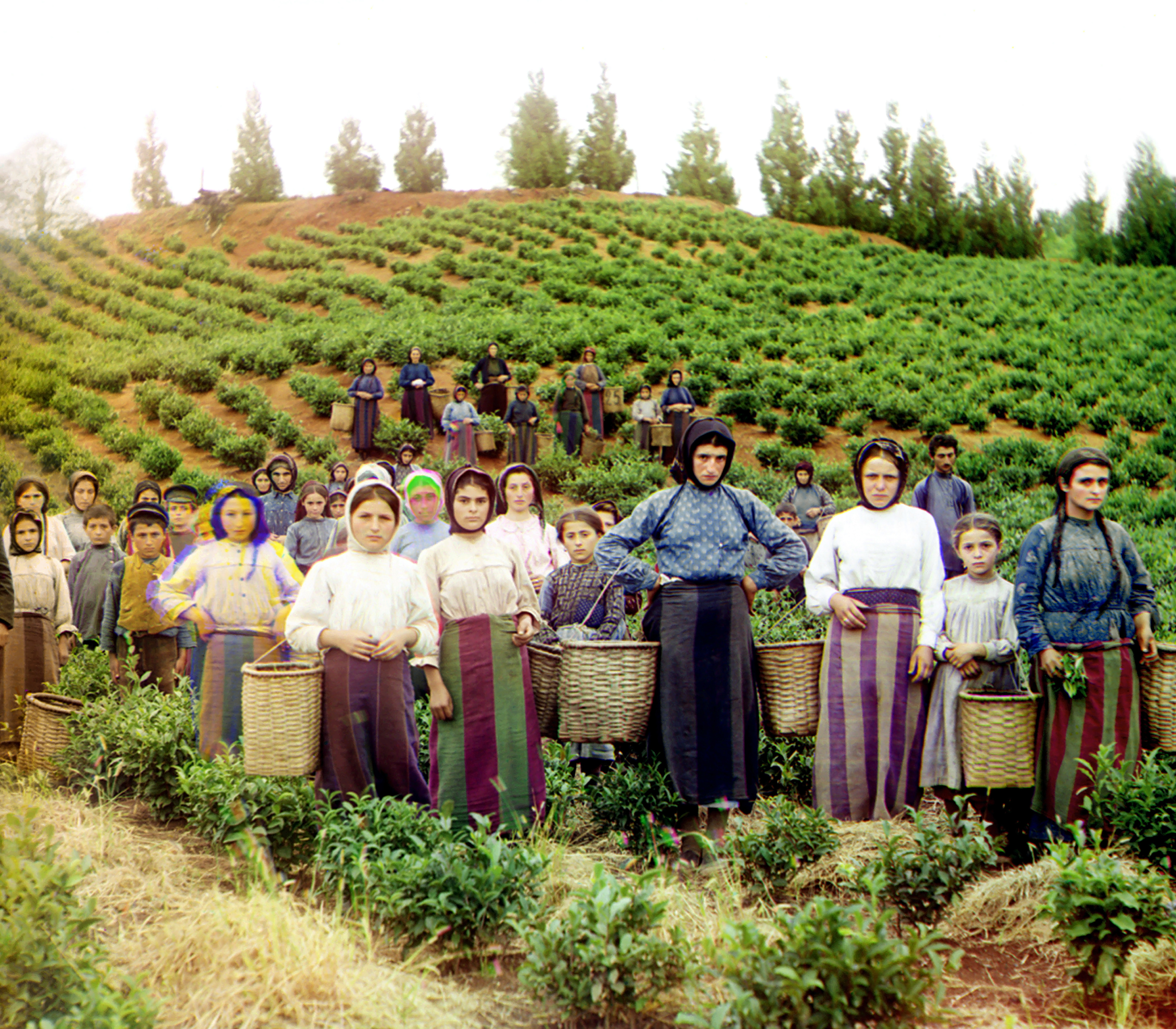
Виноградарство.

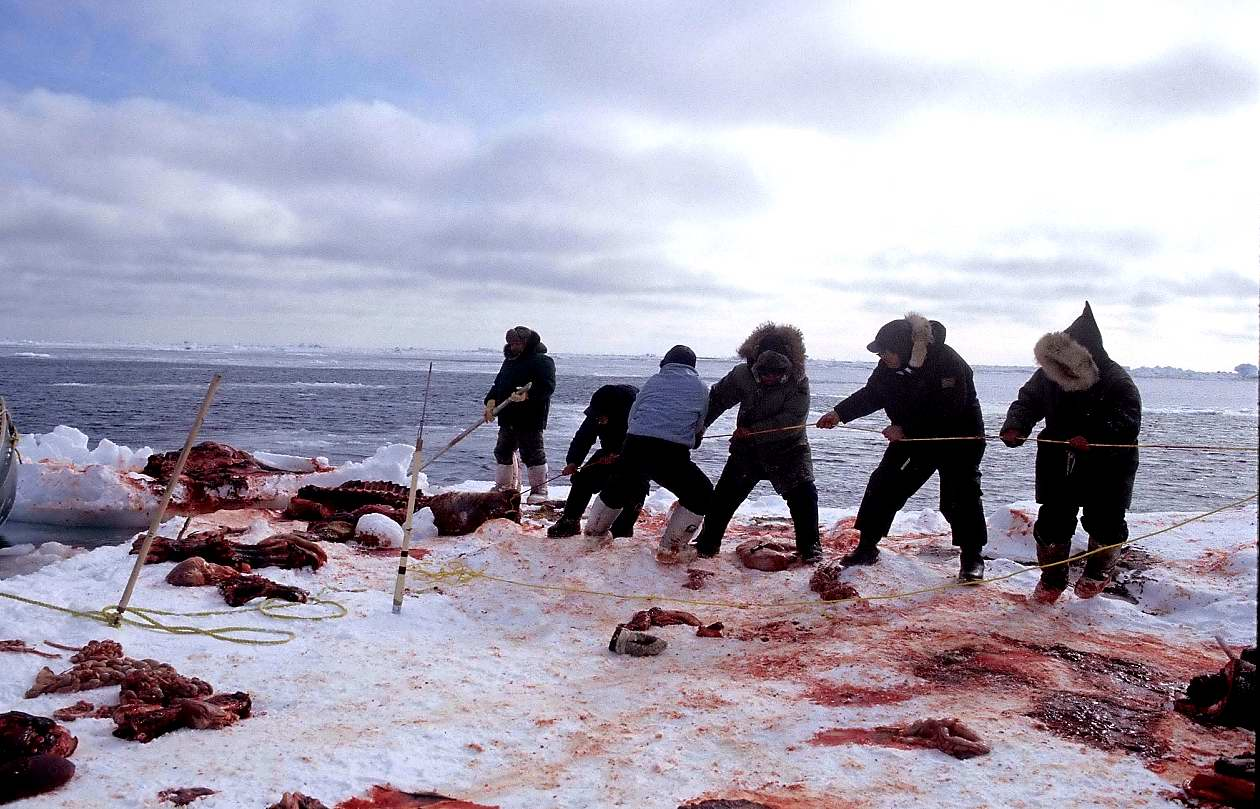
Мисливство. Полювання на моржів.

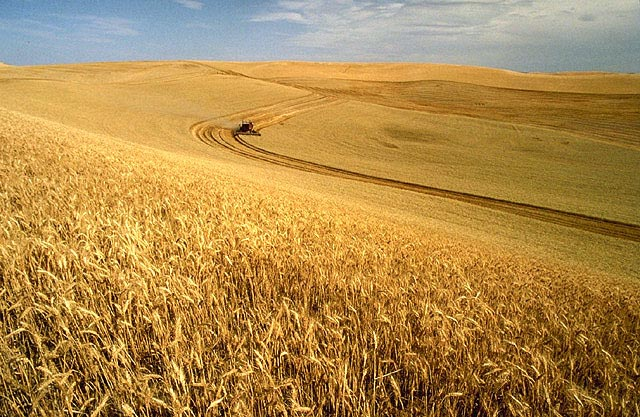
Хліборобство. Пшеничне поле

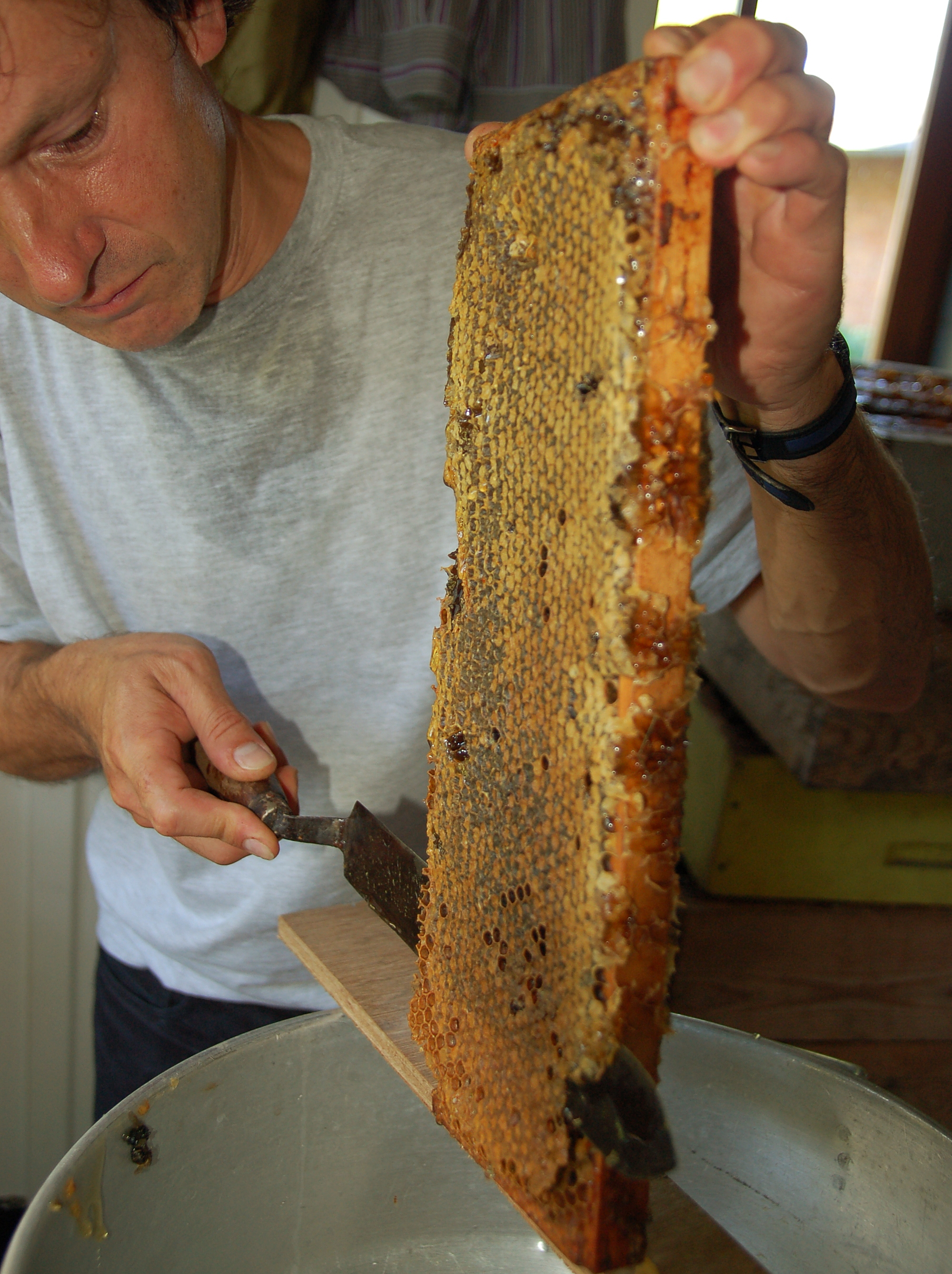
Бджільництво.

- англ. mine, field, нім. Bergbetrieb m) місце, родовище, де добувають що-небудь; добувне промислове підприємство. Наприклад, нафтовий промисел, газовий промисел, солепромисел тощо.
- англ. trade, industry, craft, нім. Gewerbe n) добування з господарською метою чого-небудь, г.ч. без облаштування об'єктів, що експлуатуються.
- вилучення в цілях (полювання, вирубка, лов і т. ін.) будь-яких відновлюваних природних ресурсів без штучного відновлення їх кількості. Останнім часом промисел поєднується із застосуванням методів штучного їх поновлення (за допомогою рибоводних станцій, штучних лісонасаджень і т. ін.)[1].

## Риболовля
Риболовля в Україні влітку і в інші сезони — з видів відпочинку, якому віддають перевагу багато жителів України. Як і в інших пострадянських країнах захоплення риболовлею має історичне коріння.
Прийшла в країну від предків, які займалися нею більше для забезпечення себе їжею. Сьогодні риболовля на хижака в Україні і на інші види риб, крім гастрономічних інтересів, для більшості рибалок стає спортивним захопленням.
Заняттям для релаксації після робочої суєти і стресів міського життя.
Всьому цьому сприяє наявність на території України великої кількості рибних водойм і поява на берегах багатьох з них комфортабельних рибальських баз. Останні пропонують своїм клієнтам, разом з чудовою, наприклад, спінінгової риболовлею в Україні, різні програми відпочинку, спілкування з природою, краса якої здатна впливати на людину краще ліків.

## Збиральництво
Збиральництво — це збирання плодів, ягід, їстівного коріння, грибів і т. ін. як спосіб добування їжі; форма господарства. Він [палеоліт] характеризується застосуванням людиною примітивних кам'яних знарядь праці і пануванням присвоювальних форм господарства — збиральництва і полювання.
Збиральництво передувало усім іншим заняттям наших далеких пращурів. Коли ще людина не володіла жодними звичками виготовлення знарядь праці для здобування їжі, вона знаходила її готовою у природі: збирала ягоди, трави, горіхи, гриби та інші дари лісів і степів. З розвитком хліборобства й тваринництва збирання природних продуктів харчування та лікарських рослин в Україні відійшло на другий план і стало додатковим заняттям, а в окремих місцевостях набрало форми промислу.
В Україні збирали плоди, листя, цвіт чи коріння кущів і дерев, найчастіше ягоди: суниці, малину, чорниці, брусницю журавлину (залежно від конкретної місцевості). Найбільше заготовляли малини та чорниці, які вживали свіжими або у вигляді соку; чорниці ще й сушили на зиму. У лісових і лісостепових районах особливо поширеним був збір багатих на вітаміни шипшини, калини, глоду, терену, горобини, а також диких яблук і груш, горіхів ліщини, березового соку.
Окремі види дикорослих рослин використовували як приправу до їжі (кмин, щавель, хрін), а також спорадично вживали як страву, особливо в бідних сім'ях навесні, коли закінчувалися основні припаси їжі або в роки неврожаїв. У страшні 1933 і 1947 роки штучно організованого голодомору для багатьох сімей східних областей України лобода, щавель, кропива, лопух, підбіл ставали порятунком від голодної смерті. При потребі листя лободи, вересу, липи, кору й коріння дерев, жолуді селяни додавали до розчину, з якого пекли хліб.

## Полювання
Полювання — це сукупність дій людини, спрямованих на пошук, вистежування, переслідування з метою добування і саме добування диких звірів і птахів, що перебувають у стані природної волі у межах мисливських угідь.
Перебування в мисливських угіддях із зброєю, собаками, ловчими птицями, капканами й іншими знаряддями полювання або з добутою продукцією полювання дорівнюється до полювання. Тобто полювання це вистежування і видобуток звірів і птахів, для будь-яких цілей. Для полювання можливо застосування мисливських собак, ловчих звірів і птахів. Але, мабуть, одним з основних елементів полювання є зброя. Вона до речі найбільш часто є об'єктом правопорушення. З давнини людина модифікувала мисливську зброю, не тільки законно, але і незаконно. Так з'явилася браконьєрська зброя.
Також полюванням признається беззбройне полювання на ховрашків, хом'яків, пацюків водяних і комірних, а також на кротів. Воно провадиться всіма громадянами, незалежно від віку, без вибірки полювального квитка.
Полювання дозволяється тільки в мисливських угіддях.
Мисливськими угіддями є всі ділянки суші і водного простору (ліси, поля, луки, болота, озера тощо), на яких водяться мисливські тварини і які можуть бути використані для мисливського господарства або добування (відлову, відстрілу) цих тварин.
При полюванні можливо використання технічних засобів таких як автомобілі, вертольоти і літаки. Якщо вони є засобами пересування і доставки мисливців до точок полювання. Вистежування, переслідування і видобуток тварин (стрілянина на ходу, наїзд) спричиняє кримінальну відповідальність.

## Землеробство
Землеробство — це основний вид традиційної господарської діяльності українства — етносу зі стародавньою високорозвиненою землеробською культурою; були розвинені всі галузі землеробства — хліборобство, городництво, садівництво; присадибне садівництво здавна є найхарактернішою рисою кожного українського господарства; садом займалися чоловіки, а городом — жінки; українську садибу важко уявити без соняшника, кукурудзи, помідорів, баклажанів, перцю, кавунів — культур, у різний час завезених на українську землю; так само як і без вишні, яблуні, груші, сливи, різні сорти яких здавна виведено українськими селянами; не менш розвиненою є й хліборобська культура.

## Пасічництво
Пасічництво — давній спосіб бджільництва, зафіксований у документах з XIV століття. Колоди для бджіл чи вулики розміщували на просторах, що зосталися після вирубування лісу — на пасіках, де вулики ставили просто на землі або на пнях від зрубаних дерев. Мед і віск були важливими предметами внутрішнього споживання та зовнішньої торгівлі; ними платили данину князям. Руська правда і Литовський Статут охороняли бджільництво. У XV—XVI століттях відомі були воскові комори у Львові, Луцьку, Бересті. За козацький період п. досягло значного розвитку, за часів кріпацтва на Лівобережжі поступово занепало. У XIX столітті пасіки збереглися у поміщиків, духовенства, у монастирях, в заможніших селян. У місцевостях, де було обмаль лісу, вулики плели з соломи, верби, очерету, подекуди обмазуючи їх глиною. 1814 року чернігівський поміщик, учений Петро Прокопович винайшов розбірний рамковий (втулковий) вулик. Він організував також промислові пасіки, заснував 1826 року першу в світі пасіку.